# Fauzaya Talhaoui
Fauzaya Talhaoui (Beni-Chiker, 1 november 1969) is een Belgische politica van Marokkaanse afkomst.

## Levensloop
Fauzaya Talhaoui werd geboren in Marokko, van waaruit haar vader in 1962 naar België was gemigreerd om er te wonen en te werken in Merksem. Op achtjarige leeftijd kwam ze met de rest van haar gezin naar België. In 1993 werd ze licentiaat in de Rechten aan de Universiteit Antwerpen, met specialisatie internationaal recht en mensenrechten.
Zij ging van 1994 tot 1999 als academisch onderzoekster werken aan de Universiteit Antwerpen, als assistente internationaal recht, gespecialiseerd in mensenrechten, vluchtingenrecht, vrouwenrechten en migratierecht. Zij was actief betrokken in de Universitaire Coöperatie tussen de Marokkaanse Universiteiten van Oujda en Tanger en de Antwerpse universiteit. Ook was ze betrokken bij IMaMS (de leerstoel voor Marokkaanse en Mediterrane Studies) en werkte aan studies als 4de pijler ontwikkelingssamenwerking met Marokko: samenwerkingsverbanden tussen verenigingen in de Marokkaanse Diaspora in België en de dorpen in de Marokkaanse regios Oriental en Tanger-Tétouan, Economische samenwerkingen tussen Marokko en België: Havenbedrijf Antwerpen met Tanger Med en Universitaire samenwerking met de 'Mohamed Premier Universiteit te Oujda en de Abdelmalek Essaâdi Universiteit te Tétouan. Haar laatste wetenschappelijke bijdrage dateerde uit 1997.
Fauzaya Talhaoui begon haar politieke loopbaan bij Agalev nadat haar zuster Hafida, voorzitster van Advocaten Zonder Grenzen, het voorstel van toenmalig Agalev-senator Eddy Boutmans weigerde om zich kandidaat te stellen voor de Kamer te Antwerpen in 1999. Daarvoor zat ze even namens Antwerpen 94 (CVP-VU) in de (toen niet verkozen) districtsraad van Merksem. Voor deze partij was ze van 1999 tot 2003 lid van de Kamer van volksvertegenwoordigers voor Agalev als tweede Belgisch volksvertegenwoordiger van Marokkaanse afkomst (de eerste was Chokri Mahassine). Van 1999 tot 2003 was ze tevens plaatsvervangend lid van de parlementaire assemblee van de Organisatie voor Veiligheid en Samenwerking in Europa. Binnen de partij hield zij zich bezig met feminisme.
Na de omvorming van Agalev tot Groen! en het verbod op kartelvorming met andere progressieve partijen waren er geruchten (in verschillende media) van haar overstap naar VLD of sp.a, maar uiteindelijk kandideerde zij in 2004 als eerste opvolger op de Europese sp.a-spirit-kartellijst voor de Europese Vrije Alliantie (EVA). In hetzelfde jaar coöpteerde de sp.a haar in de Senaat, waar zij als spirit-lid opereerde. In de Senaat ging Talhaoui zich concentreren op de materies justitie, asiel en migratie, Europese zaken, sociale zaken, gezondheidszorg, ontwikkelingssamenwerking en vrouwenzaken. Zij legde zich met name toe op de juridische positie van de allochtone en met name Marokkaanse vrouw, en op de sociale, politieke en rechtspositie van de Nieuwe Vlamingen van Maghrebijnse en andere allochtone afkomst. Ze bleef gecoöpteerd senator tot in 2007. Ook was ze van 2004 tot 2007 lid van de Raadgevende Interparlementaire Beneluxraad.
Bij de gemeente- en districtsraadsverkiezingen op 8 oktober 2006 werd Fauzaya Talhaoui in Antwerpen met 6106 voorkeurstemmen verkozen tot gemeenteraadslid. Op 3 december 2008 stapte zij uit de VlaamsProgressieven en koos daarmee voor de lijn-Anciaux, die uit het kartel SP.a-Spirit in een nieuw te vormen partij wilde doen ontstaan. Met haar keuze bleef zij haar doelstellingen inzake progressieve frontvorming (die haar ook uit Groen! hadden doen stappen) getrouw en stapte over naar de vernieuwde sp.a .
Bij de federale verkiezingen van juni 2010 werd zij verkozen als eerste opvolger op de SP.a Senaatslijst met 26.861 voorkeurstemmen. Door de lange regeringsvorming volgde ze pas in december 2011 Frank Vandenbroucke op als senator en bleef dit tot in mei 2014. Van 2013 tot 2014 was ze in de Senaat voorzitter van de commissie Financiën en Economische Aangelegenheden.
Bij de gemeente- en districtsraadsverkiezingen op 14 oktober 2012 werd Fauzaya Talhaoui in Antwerpen (stad) met 1699 voorkeurstemmen herverkozen tot gemeenteraadslid, tevens zij werd ook verkozen als districtsraadlid met 1321 voorkeurstemmen en met 6836 voorkeurstemmen op de provincielijst, twee mandaten die zij niet heeft opgenomen. Bij de Kamerverkiezingen van mei 2014 stond ze op de vierde plaats op de Antwerpse lijst, maar werd ze niet verkozen. Talhaoui bleef gemeenteraadslid van Antwerpen tot in december 2018 en werd bij de gemeenteraadsverkiezingen van oktober 2018 verkozen in de districtsraad van het stadsdistrict Antwerpen, waar ze van januari 2019 tot januari 2025 zetelde. Sinds 2018 is ze tevens provincieraadslid van de provincie Antwerpen. Ze werd er fractieleider. Bij de verkiezingen in 2024 was ze lijsttrekker. In de nieuwe samenstelling werd ze voorzitter van de provincieraad. Bij de lokale verkiezingen stond ze ook opnieuw op de districtslijst voor Antwerpen, maar daarop raakte ze niet herkozen.
Na haar parlementaire loopbaan werd ze in 2008 opnieuw academisch onderzoekster bij de Universiteit Antwerpen en het Instituut voor Marokkaanse en Mediterraanse Studies. In 2015 was ze tevens de medestichtster van consultancybureau FDM Invest, dat ondernemers coacht en assisteert bij het oprichten van rendabele en succesvolle bedrijven in België en Marokko. Ze is er actief als CEO en project facilitator tussen Europese en Noord-Afrikaanse bedrijven.
Sinds 5 juni 2007 draagt ze de titel van ridder in de Leopoldsorde.